# Édouard Lalo

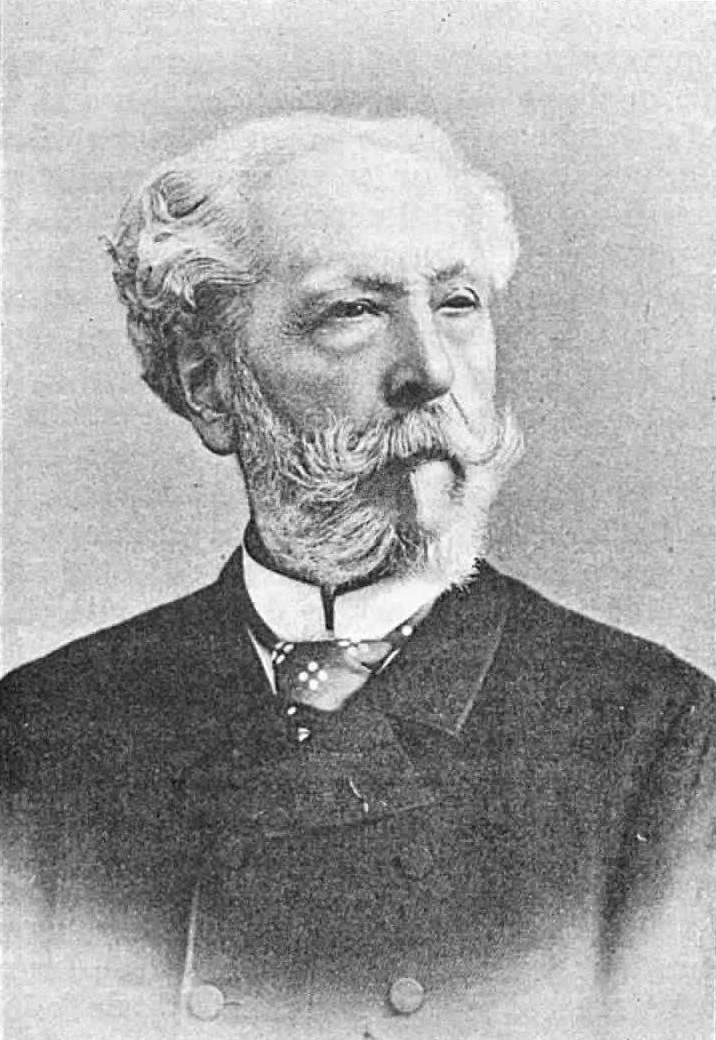
Édouard Lalo

Édouard Victor Antoine Lalo (* 27. Januar 1823 in Lille; † 22. April 1892 in Paris) war ein französischer Komponist.

## Leben
Lalo, Sohn einer im 16. Jahrhundert aus Spanien nach Frankreich eingewanderten Offiziersfamilie, zeigte schon früh Interesse an der Musik, so dass er 1833 in das Konservatorium seiner Heimatstadt eintrat, um dort Violin-, Violoncello- und Kompositionsunterricht zu erhalten. 1839 zog er nach Paris, wo er bis 1847 am Konservatorium bei François-Antoine Habeneck Violine studierte. Außerdem nahm er Privatstunden in Komposition, bezeichnete sich allerdings später als kompositorischen Autodidakten. Auf materielle Unterstützung seiner Familie musste er verzichten, da diese für ihn die Offizierslaufbahn vorgesehen hatte.
In den folgenden Jahren verdiente sich Lalo seinen Lebensunterhalt in erster Linie durch Unterricht; außerdem wirkte er zeitweise (1849/1850) als Orchestermusiker. Besonders aktiv war er im Pariser Kammermusikleben (vor allem als Bratschist im Armigaud-Quartett). 1865 heiratete er in zweiter Ehe die Altistin Julie Bernier de Maligny, was ihm weitere gesellschaftliche Kreise eröffnete. Etwa ab 1870 hatte Lalo als Komponist größeren Erfolg. Heraus ragen sein zweites Violinkonzert, das er Symphonie espagnole nannte, und das 1877 komponierte Cellokonzert, das zu den bekanntesten und meistgespielten seiner Art zählt. Lalo trat in die Société nationale de musique ein und knüpfte Kontakte zu bedeutenden Musikern wie Pablo de Sarasate. In den folgenden Jahren mehrte sich seine Anerkennung zunehmend, er wurde auch international stärker beachtet. Sein letzter und zugleich größter Erfolg war die Uraufführung seiner Oper Le roi d’Ys im Jahre 1888. Trotzdem wurde seine große Bedeutung teilweise erst Jahre nach seinem Tod deutlich.

## Stil
Lalo selbst sah seine musikalischen Wurzeln vorwiegend im deutschsprachigen Raum, vor allem bei Ludwig van Beethoven, Franz Schubert und Robert Schumann. Besonders in seinem traditionellen Formempfinden tritt diese Orientierung deutlich zutage. Doch lassen sich auch andere Einflüsse in seinem Schaffen feststellen. Etwa ab 1870 setzte er sich vermehrt mit der Volksmusik verschiedener Länder (Frankreich, Spanien, Skandinavien, Russland) auseinander, was seine Tonsprache besonders in harmonischer Hinsicht prägen sollte, einerseits durch die Verwendung von Kirchentonarten, andererseits durch die Aufnahme von vergleichsweise kühnen Wendungen. Allerdings dominiert das folkloristische Element nicht, sondern wird maßvoll eingesetzt. Weitere Charakteristika von Lalos Musiksprache sind die packende Dramatik vieler Werke, eine erstaunlich differenzierte Rhythmik, die häufig triolisch aufgebaut ist, sowie ein bemerkenswert vielschichtiges Gespür für unterschiedliche Klangfarben.
Lalos Musik stieß zu seinen Lebzeiten auf viel Unverständnis. In seiner Heimat wurde er als vermeintlicher Wagnerianer gemieden. Er wurde jedoch zu einem wichtigen Wegbereiter des Impressionismus und wurde etwa von Claude Debussy wegen der Farbigkeit seiner Werke und seiner progressiven Harmonik sehr geschätzt.
Eine Melodie aus dem 5. Satz seines Violinkonzerts No.2 wurde in den 1930er Jahren von der Mexikanischen Komponistin Maria Grever aufgegriffen und in ihr Lied "Ti-Pi-Tin" integriert, der 1938 von Guy Lombardo veröffentlicht wurde (angegebene Komponisten Horace Heidt, R.Leveen und Maria Grever), der nach dem Zweiten Weltkrieg u. a. von Gerti Landmann (1945) und in den 1950er Jahren u. a. von Benny Goodman und auch den Andrew Sisters weltweit bekannt gemacht wurde.

## Werke

### Orchesterwerke
- Symphonie g-Moll (1886)
- Divertissement (1869)
- Klavierkonzert f-Moll (1888)
- Violinkonzert Nr. 1 F-Dur op. 20 (1873)
- Violinkonzert Nr. 2 d-Moll op. 21 Symphonie espagnole (1873/74)
- Violinkonzert Nr. 3 Fantaisie norvégienne (1878)
- Violinkonzert Nr. 4 f-Moll op. 29 Concerto russe (1879)
- Violoncellokonzert d-Moll (1877)
- Scherzo für Orchester d-Moll

### Bühnenwerke und andere Vokalmusik
- Fiesque, Oper (1866–68) – Gesamtaufnahme unter Alain Altinoglu
- Le roi d’Ys, Oper (1875–87)
- La Jacquerie, Oper (1889, unvollendet)
- Namouna, Ballett (1881/82)
- Néron, Pantomime (1891)
- 23 Lieder

### Kammermusik
- Fantaisie originale für Violine und Klavier A-Dur op. 1 (um 1848)
- Allegro maestoso für Violine und Klavier c-Moll op. 2 (um 1848)
- Deux impromptus [Espérance, Insouciance] für Violine und Klavier op. 4 (um 1848)
- Arlequin, esquisse caractéristique für Violine/Violoncello und Klavier (um 1848)
- Klaviertrio Nr. 1 c-Moll op. 7 (um 1850)
- Impromptus [Pastorale, Scherzo alla Pulcinella] für Violine und Klavier op. 8 (um 1850)
- Klaviertrio Nr. 2 h-Moll (1852)
- Sonate für Violine und Klavier op. 12 (1853) [auch Grand duo concertant]
- Deux pièces [Chanson villageoise, Serenade] für Violoncello und Klavier op. 14 (1854)
- Allegro für Violoncello und Klavier Es-Dur op. 16 (1856)
- Soirées parisiennes für Violine und Klavier op. 18 (1850) [zusammen mit C. Wehle]
- Sonate für Violoncello und Klavier a-Moll (1856)[1]
- Streichquartett Es-Dur op. 19 (1859) [1880 revidiert als op. 45]
- Klaviertrio Nr. 3 a-Moll op. 26 (1880)
- Guitare für Violine und Klavier op. 28 (1882)
- Streichquartett Es-Dur op. 45 (1880) [Erstfassung 1859 op. 19]